# 652-es busz
A 652-es jelzésű regionális autóbusz Majosháza, Rév-állomás és Dunavarsány, Vasútállomás között közlekedik. Egyes menetek Délegyháza, autóbusz-forduló vagy Áporka, autóbusz-forduló megállóhelyig közlekednek. A járatot a MÁV Személyszállítási Zrt. üzemelteti.

## Megállóhelyei
Majosház, Rév-állomástól Áporka, autóbusz-fordulóig csak 1 menet megy. Áporkáról 1 gyorsjárat közlekedik Majosházára Dunavarsány és Délegyháza érintése nélkül.
| 652 (Majosháza, Rév-állomás ◄► Áporka, autóbusz-forduló)    | 652 (Majosháza, Rév-állomás ◄► Áporka, autóbusz-forduló)    | 652 (Majosháza, Rév-állomás ◄► Áporka, autóbusz-forduló)          | 652 (Majosháza, Rév-állomás ◄► Áporka, autóbusz-forduló)    | 652 (Majosháza, Rév-állomás ◄► Áporka, autóbusz-forduló)    | 652 (Majosháza, Rév-állomás ◄► Áporka, autóbusz-forduló)    | 652 (Majosháza, Rév-állomás ◄► Áporka, autóbusz-forduló)    | 652 (Majosháza, Rév-állomás ◄► Áporka, autóbusz-forduló)    |
| 652 (Majosháza, Rév-állomás ◄► Dunavarsány, Vasútállomás)   | 652 (Majosháza, Rév-állomás ◄► Dunavarsány, Vasútállomás)   | 652 (Majosháza, Rév-állomás ◄► Dunavarsány, Vasútállomás)         | 652 (Majosháza, Rév-állomás ◄► Dunavarsány, Vasútállomás)   | 652 (Majosháza, Rév-állomás ◄► Dunavarsány, Vasútállomás)   | 652 (Majosháza, Rév-állomás ◄► Dunavarsány, Vasútállomás)   | 652 (Majosháza, Rév-állomás ◄► Dunavarsány, Vasútállomás)   | 652 (Majosháza, Rév-állomás ◄► Dunavarsány, Vasútállomás)   |
| 652 (Majosháza, Rév-állomás ► Délegyháza, autóbusz-forduló) | 652 (Majosháza, Rév-állomás ► Délegyháza, autóbusz-forduló) | 652 (Majosháza, Rév-állomás ► Délegyháza, autóbusz-forduló)       | 652 (Majosháza, Rév-állomás ► Délegyháza, autóbusz-forduló) | 652 (Majosháza, Rév-állomás ► Délegyháza, autóbusz-forduló) | 652 (Majosháza, Rév-állomás ► Délegyháza, autóbusz-forduló) | 652 (Majosháza, Rév-állomás ► Délegyháza, autóbusz-forduló) | 652 (Majosháza, Rév-állomás ► Délegyháza, autóbusz-forduló) |
| Perc (↓)                                                    | Perc (↓)                                                    | Perc (↓)                                                          | Megállóhely                                                 | Perc (↑)                                                    | Perc (↑)                                                    | Átszállási kapcsolatok                                      |                                                             |
| ----------------------------------------------------------- | ----------------------------------------------------------- | ----------------------------------------------------------------- | ----------------------------------------------------------- | ----------------------------------------------------------- | ----------------------------------------------------------- | ----------------------------------------------------------- | ----------------------------------------------------------- |
| 0                                                           | 0                                                           | 0                                                                 | Majosháza, Rév-állomás végállomás                           | 14                                                          | 21                                                          | 660, 661, 665, 667, 668                                     |                                                             |
| 1                                                           | 1                                                           | 2                                                                 | Majosháza, Széchenyi sétány                                 | ∫                                                           | 20                                                          | 660, 661, 665, 667, 668                                     |                                                             |
| 2                                                           | 1                                                           | 2                                                                 | Majosháza, Művelődési ház                                   | ∫                                                           | 19                                                          | 660, 661, 665, 667, 668                                     |                                                             |
| 3                                                           | 3                                                           | 3                                                                 | Majosháza, Temető                                           | 12                                                          | 18                                                          | 660, 661, 665, 667, 668                                     |                                                             |
| 5                                                           | 5                                                           | 5                                                                 | Majosházai elágazás                                         | 8                                                           | 14                                                          | 650, 651, 653, 654, 659, 660, 661, 665, 667, 668            |                                                             |
| 7                                                           | 7                                                           | 7                                                                 | 30-as km kő                                                 |                                                             | 12                                                          | 660, 661, 665, 667, 668                                     |                                                             |
| 13                                                          | 13                                                          | 13                                                                | Dunavarsány, Petőfi szabadidőpark                           | 7                                                           | 664                                                         |                                                             |                                                             |
| 16                                                          | 16                                                          | 16                                                                | Dunavarsány, Betonútépítő Vállalat                          | 4                                                           | 664                                                         |                                                             |                                                             |
| 18                                                          | 18                                                          | 18                                                                | Dunavarsány, Görgey utca                                    | 2                                                           | 664                                                         |                                                             |                                                             |
| 20                                                          | 20                                                          | 20                                                                | Dunavarsány, Vasútállomás vonalközi végállomás              | 0                                                           | 651, 654, 655, 656, 657, 659, 664                           |                                                             |                                                             |
| 22                                                          | 22                                                          |                                                                   | Délegyháza, II. tó                                          |                                                             | 651, 654, 655, 656, 657, 659, 664                           |                                                             |                                                             |
| 25                                                          | 25                                                          | Délegyháza, Vasútállomás                                          | 651, 654, 655, 656, 657, 659, 664                           |                                                             |                                                             |                                                             |                                                             |
| 27                                                          | 27                                                          | Délegyháza, autóbusz-forduló vonalközi érkező végállomás          | 655, 656, 657, 659, 664                                     |                                                             |                                                             |                                                             |                                                             |
| 38                                                          |                                                             | Majosházai elágazás                                               | 650, 651, 653, 654, 659, 660, 661, 665, 667, 668            |                                                             |                                                             |                                                             |                                                             |
| 40                                                          | Háromöles                                                   |                                                                   |                                                             |                                                             |                                                             |                                                             |                                                             |
| 43                                                          | Áporkai elágazás                                            | 650, 651, 653, 654, 659, 660, 661, 665, 667, 668 1110, 1111, 1113 |                                                             |                                                             |                                                             |                                                             |                                                             |
| 44                                                          | Áporka, Szikvízüzem                                         | 660, 661, 665, 667, 668                                           |                                                             |                                                             |                                                             |                                                             |                                                             |
| 45                                                          | Áporka, Községháza                                          | 3                                                                 | 660, 661, 665, 667, 668                                     |                                                             |                                                             |                                                             |                                                             |
| 46                                                          | Áporka, Petőfi Sándor utca                                  | 2                                                                 | 660, 661, 665, 667, 668                                     |                                                             |                                                             |                                                             |                                                             |
| 48                                                          | Áporka, autóbusz-forduló végállomás                         | 0                                                                 | 660, 661, 665, 667, 668                                     |                                                             |                                                             |                                                             |                                                             |